# Trondheimsfjord

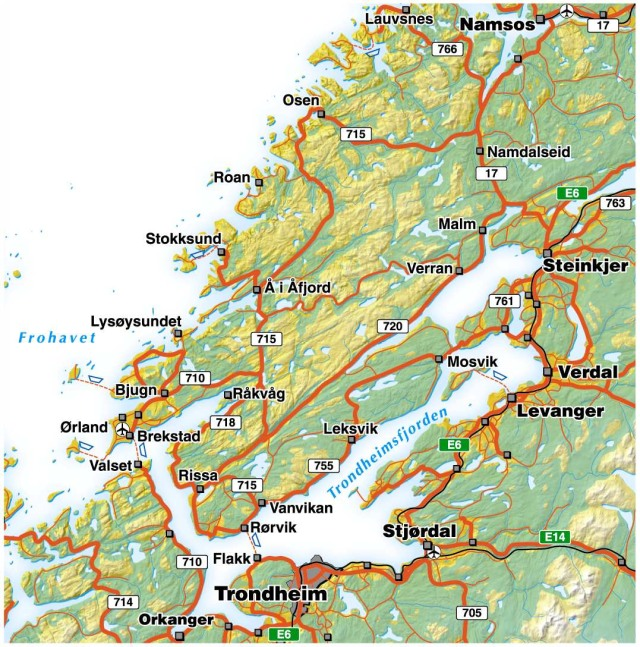
Trondheimsfjord e la penisola di Fosen.

Il Trondheimsfjord (in lingua norvegese: Trondheimsfjorden, pronuncia ˈtrɔ̂nhæɪmsˌfjuːɳ) è un fiordo che si apre nella costa occidentale della Norvegia e si affaccia nel Mare di Norvegia.
Con i suoi 130 km di lunghezza è il terzo maggior fiordo della Norvegia.

## Caratteristiche
Il Trondheimsfjord è situato nella parte centrale della contea di Trøndelag, nella costa occidentale della Norvegia.
Si estende da Ørland ad ovest fino a Steinkjer a nord, includendo la città di Trondheim nel suo percorso. La massima profondità è di 617 metri, appena dentro Agdenes. Le isole maggiori nel fiordo sono Ytterøy e Tautra; la più piccola è Munkholmen che si trova vicino al porto di Trondheim; ci sono diverse isole all'entrata del fiordo. La stretta di Skarnsundet è attraversata dal ponte Skarnsund Bridge; la parte del fiordo a nord dello stretto è conosciuta come Beitstadfjord. La maggior parte del fiordo di Trondheimsfjord è libera dal ghiaccio per tutto l'anno; solo il Verrasundet, un lungo e stretto ramo di fiordo nella parte più a nord, si ghiaccia durante l'inverno. Anche il Beitstadfjord può ghiacciare durante il periodo invernale, ma solo per poche settimane.
Le città di Stjørdal, Levanger e Steinkjer si trovano nel litorale ad est e a nord est del fiordo. Ad Aker Verdal a Verdal si trovano grandi Piattaforme petrolifere per l'estrazione del petrolio del Mare di Norvegia. Nel cantiere di Rissa è stata completato il mega yacht The World.

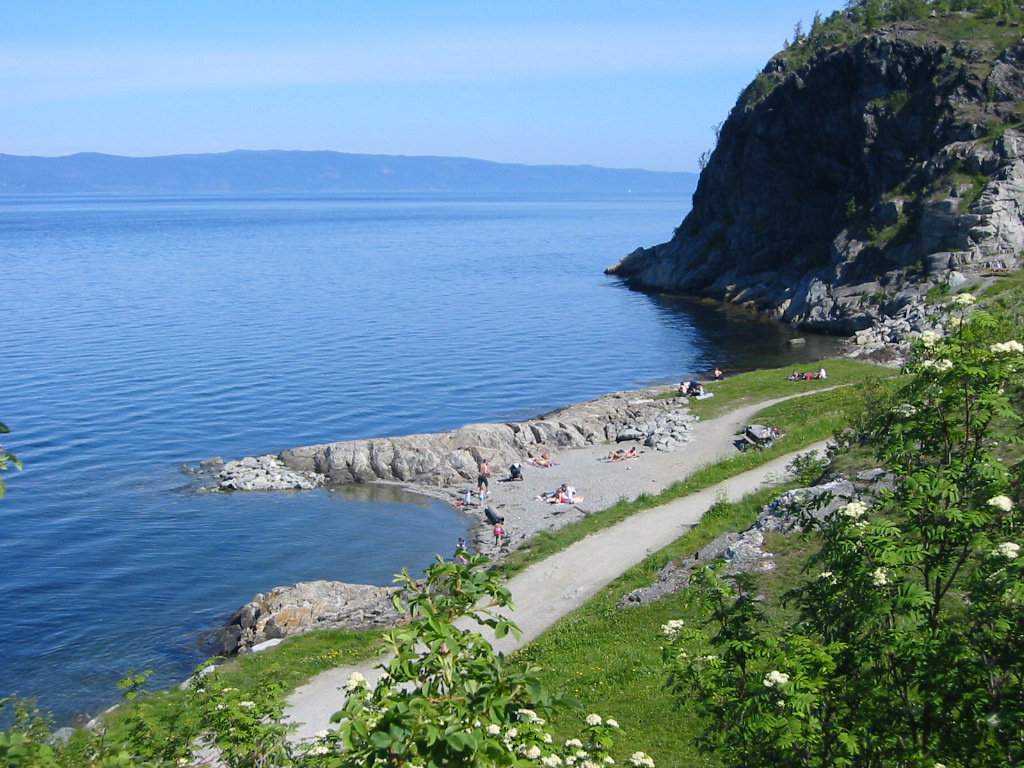
Il fiordo si trova a est di Trondheim. Le colline sul litorale nord del fiordo sono rilievi di circa 600 m di altezza. Korsvika, ad est di Trondheim, guarda verso nord.

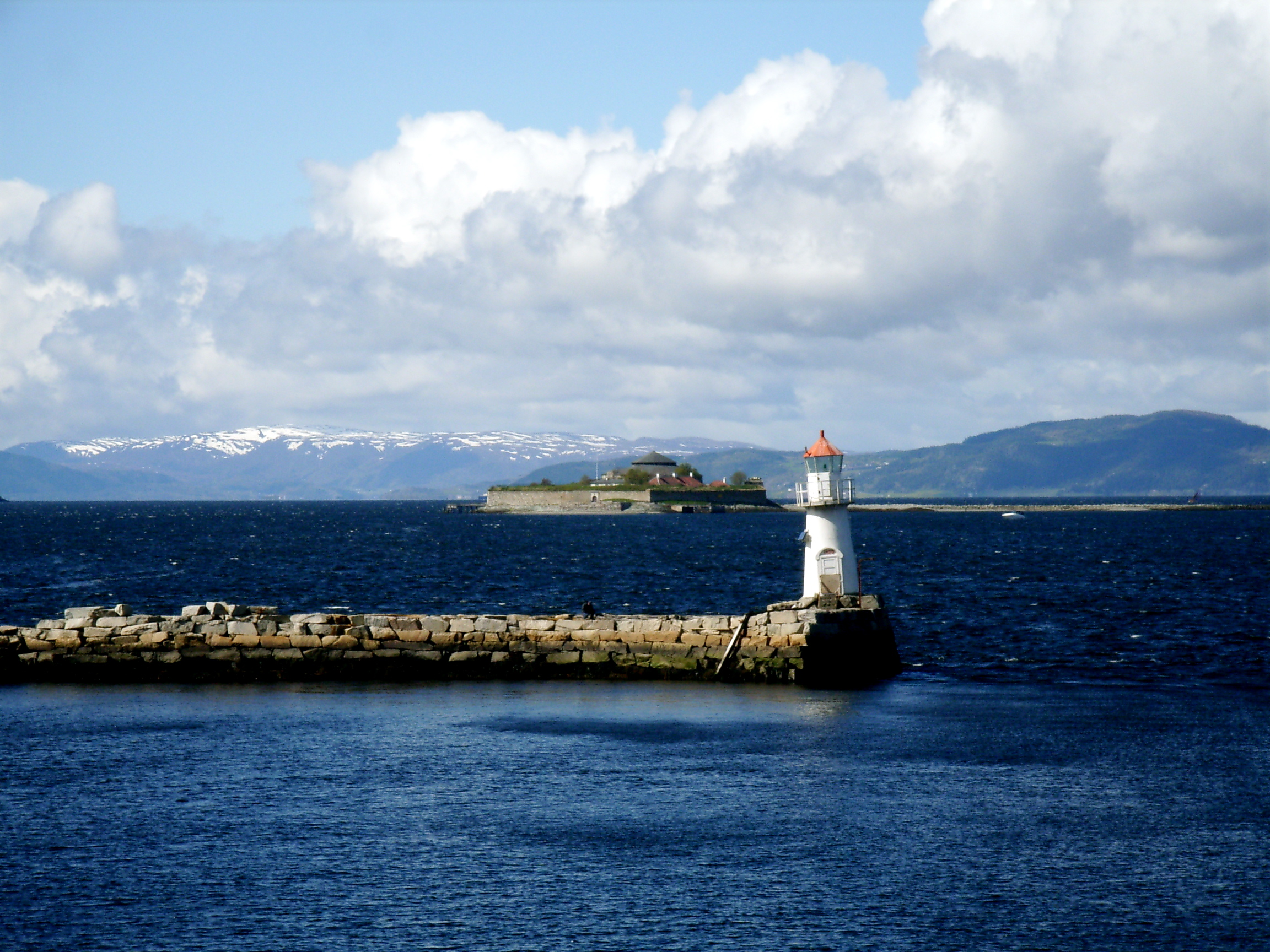
Panorama con l'isola di Munkholmen nel Trondheimsfjord.

Trondheimsfjorden ha una ricca biologia marina, che comprende specie sia del sud che del nord; almeno 90 specie di pesci sono state osservate in loco, e il fiordo ha la produzione ittica maggiore tra i fiordi norvegesi. Negli anni più recenti nelle acque più profonde del fiordo si sono trovati i coralli (Lophelia pertusa), non lontano dalla città di Trondheim. Alcuni tra i migliori salmoni di fiume della Norvegia sofciano verso il mare nel Trondheimsfjord. Tra di questi vi sono le specie Gaula (in Melhus a sud di Trondheim), Orkla (ad Orkdal), Stjørdalselva (a Stjørdal) e Verdalselva (a Verdal).
Il terreno basso ad est e a sud del fiordo rappresenta una delle migliori aree per l'agricoltura in Norvegia. La penisola di Fosen più montagnosa ed irregolare è situata a ovest e a nordovest, fornisce riparo dal vento comune delle aree costali.
Il fiordo Trondheimsfjord era un'importantissima via d'acqua al tempo dei Vichinghi, così come lo è tuttora. Nel 1888, un crollo sotterraneo di fango causò uno tsunami che uccise una persona a Trondheim e distrusse tre linee ferroviarie.

## Note

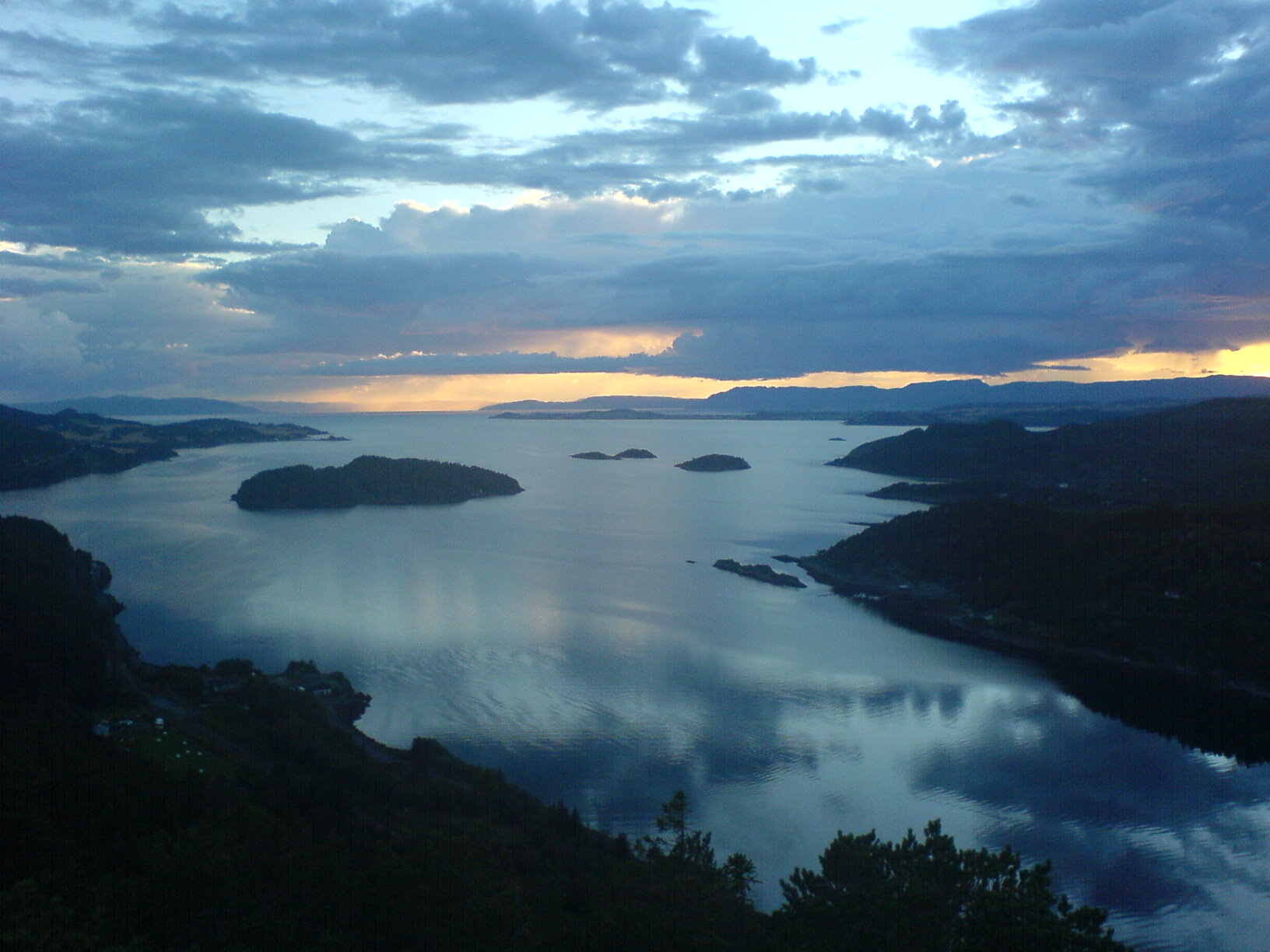
Åsenfjord, visione interna del Trondheimsfjord nei pressi di Stjørdal. La nave da guerra Tirpitz fu affondata qui durante la seconda guerra mondiale.